# Craonne
Craonne is een gemeente in het Franse departement Aisne (regio Hauts-de-France) en telt 72 inwoners (2009). De plaats maakt deel uit van het arrondissement Laon.

## Geografie
De oppervlakte van Craonne bedraagt 8,5 km², de bevolkingsdichtheid is dus 9,1 inwoners per km².
De onderstaande kaart toont de ligging van Craonne met de belangrijkste infrastructuur en aangrenzende gemeenten.

## Demografie
Onderstaande figuur toont het verloop van het inwonertal (bron: INSEE-tellingen).
Vanwege een beveiligingsprobleem met de MediaWiki Graph-software is het momenteel niet mogelijk deze grafiek weer te geven. Zodra de software is bijgewerkt zal de grafiek vanzelf weer zichtbaar worden.